# Moto-cross

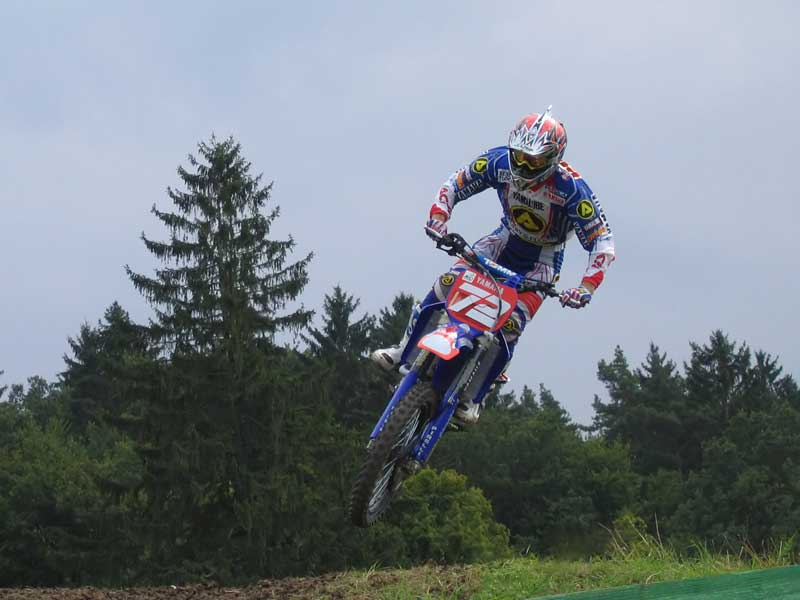
Stefan Everts au championnat du monde de motocross 2005.

Le moto-cross ou motocross est un sport extrême de compétition motocycliste consistant en une course de vitesse sur un circuit tout-terrain accidenté. La première course de moto-cross se déroula à Camberley dans le Surrey (Angleterre) en 1924. Le sport connut ensuite un essor important en Grande-Bretagne, puis en Belgique et en France. Il gagna peu à peu l’Europe centrale puis les États-Unis où il a attiré un nombre croissant de pratiquants.

## Généralités
Le moto-cross est un sport mécanique touchant le monde du deux roues motorisé. Ce sport se pratique sur une moto de cross, non homologuée route, et préparée afin de résister aux différents chocs et s'adapter, au mieux, aux terrains accidentés et surfaces difficiles que le circuit présente.
Comme dans la majorité des sports, il existe des championnats de niveau régional et international. La principale autorité de tutelle de ce sport est la Fédération internationale de motocyclisme (FIM).
Trois catégories y sont présentées :
- MX1 où l'on retrouve les motos équipées de moteurs quatre temps de cylindrée 450 cm3 et des moteurs deux temps de 250 cm3 ;
- MX2, qui regroupe les motos à moteurs 4-temps de 250 cm3 et les motos à moteurs 2-temps 125 cm3 réservées aux plus petits ;
- MX3 (abolie en 2014) où sont utilisées les motos à moteurs 2-temps de plus de 250 cm3 et 4-temps de plus de 450 cm3.

Les contraintes environnementales poussent à abandonner peu à peu le moteur 2-temps, qui n'est quasiment plus utilisé à haut niveau. Le constructeur autrichien KTM produit la KTM SX150 équipée d'un moteur 2-temps de 150 cm3 afin de concourir dans la même catégorie que les 250 cm3 4-temps.
Les motos à moteur 2-temps de 150 cm3 sont désormais légales pour la compétition en MX2 au Canada. Quoique plus fréquemment utilisé par les femmes, ce type de moto ne se retrouve que très rarement à des niveaux professionnels. Les pilotes plus jeunes utilisent des motos de petites cylindrées comme les 50 cm3, 65 cm3 ou 85 cm3. Le manufacturier japonais Honda produit désormais une moto à moteur 4-temps de 150 cm3 haute performance, employant une technologie similaire à celle des 250 cm3 CRF et 450 cm3 CRF du même constructeur, elle a été produite pour courir dans les petites catégories (la CRF150R).
Sur tous les circuits, il existe différents types d'obstacles, principalement des sauts simples, doubles ou triples et parfois quadruples mais aussi la table (saut présentant une partie plate entre l'appel et la réception), le « camel jump » (la bosse d'appel est plus petite que la bosse de réception) et les « whoops » (séries de petites bosses rencontrées principalement sur des circuits de supercross).
Les circuits de moto-cross sont en terre ou sable car ces surfaces sont des surfaces molles et permettent à la moto de mieux accrocher au terrain mais aussi cela rend le terrain modulable.

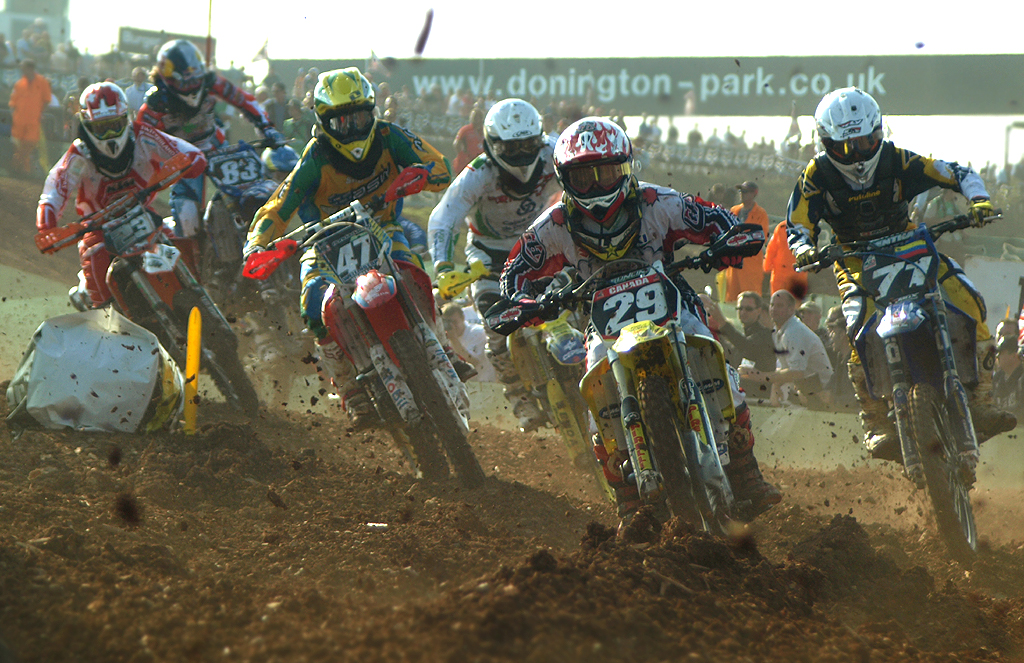
Motocross des nations (2008).

## Compétitions majeures autour du monde

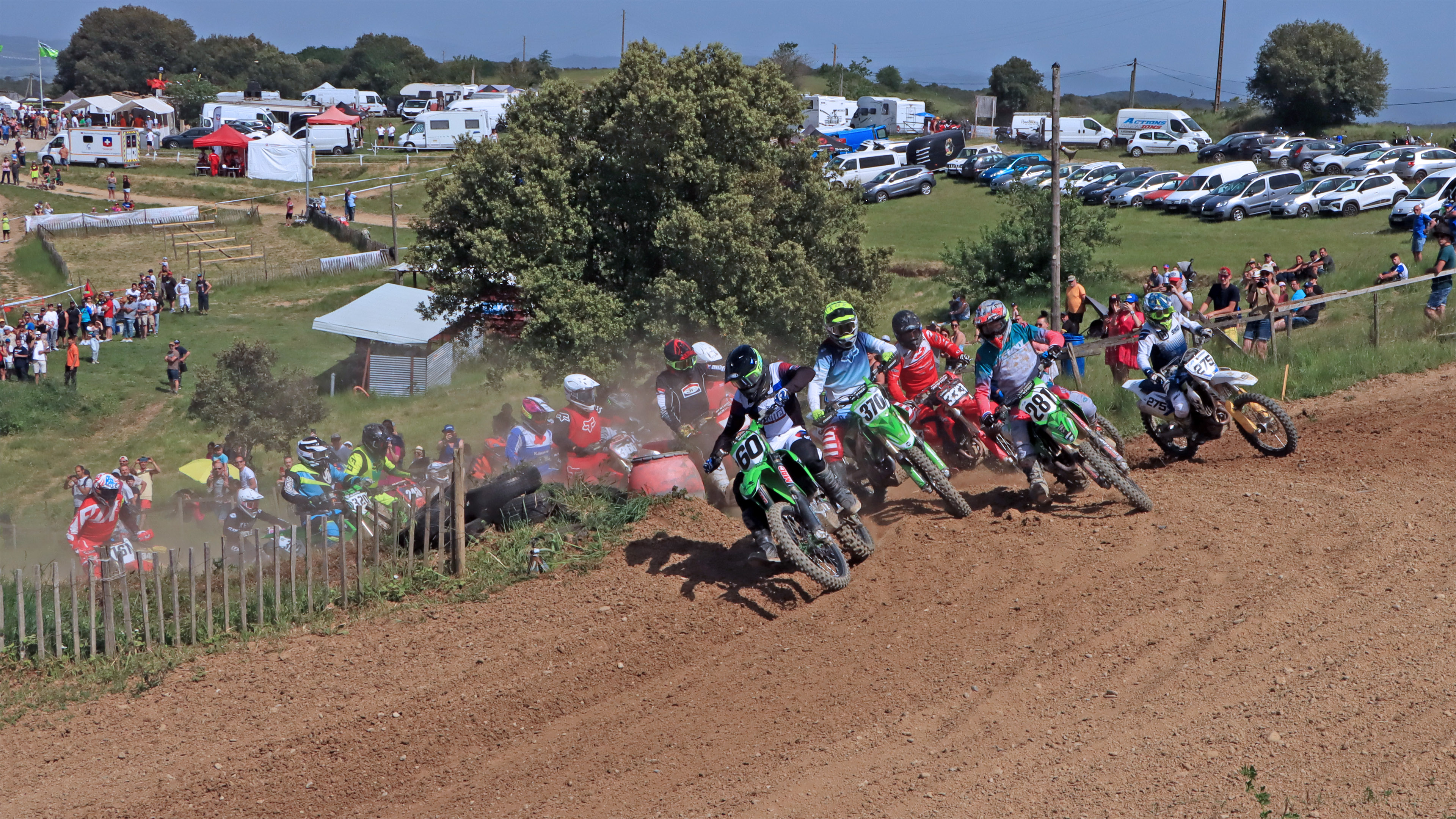
Motocross d'Alairac (France en 2023).

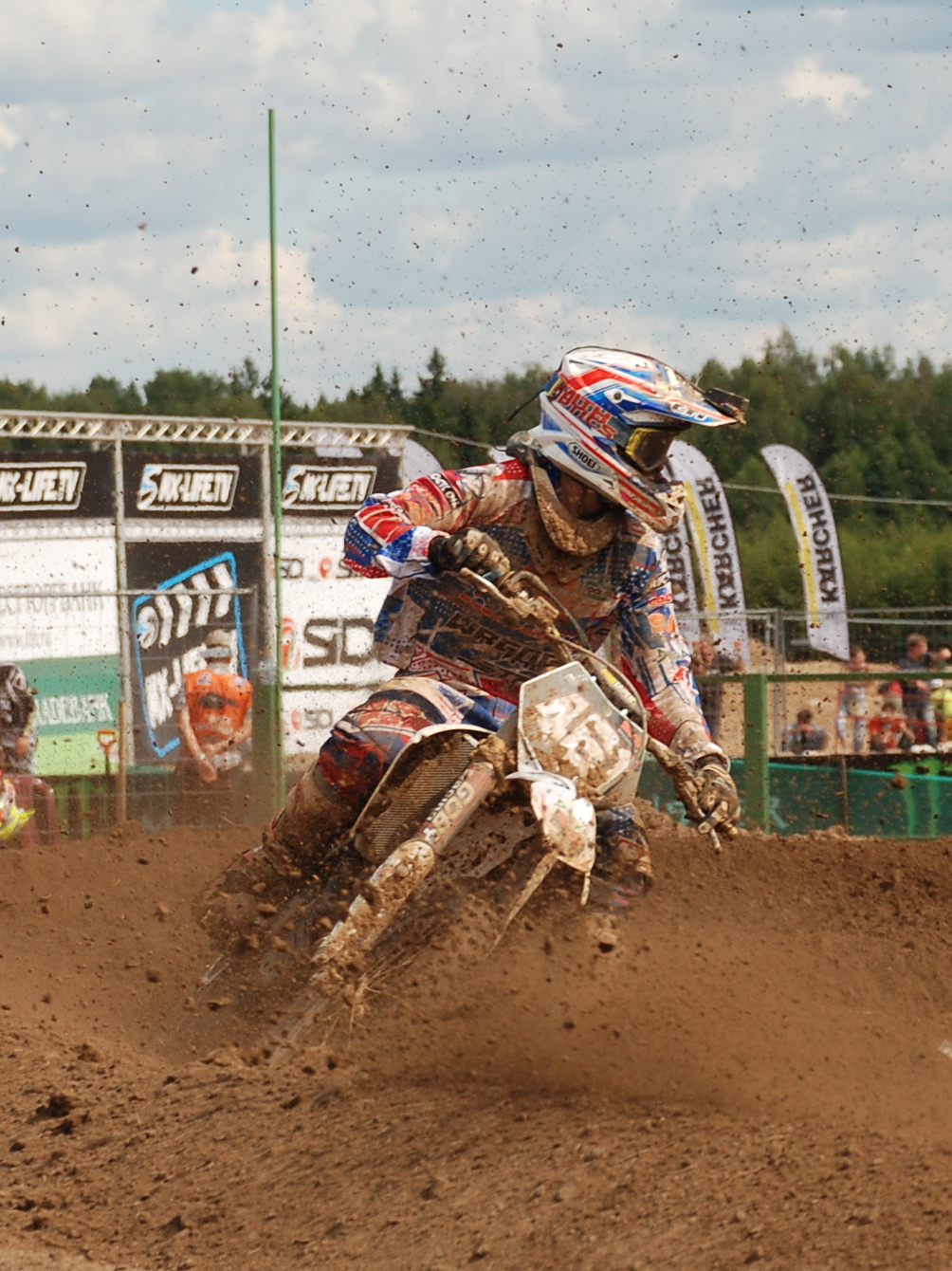
Championnat du monde de motocross (2012).

La Fédération internationale de motocyclisme organise un championnat du monde de moto-cross. Se déroulant principalement en Europe, deux championnats figurent à son calendrier : MXGP, MX2. Les épreuves de MXGP et MX2 se déroulent le même week-end et sur le même circuit sous la forme de deux courses, les pilotes prennent place sur la grille de départ à la place qu'ils obtiennent selon les qualifications. Le pilote ayant réalisé le meilleur temps aux qualifications choisit sa place en premier. Chacune des courses étant comptabilisée dans le classement final à l'issue de la saison. Aux États-Unis, la saison est marquée par deux championnats organisés par l'American Motorcyclist Association (AMA): le championnat AMA de supercross (SX) puis le championnat AMA de motocross (MX). L'intérêt de ces disciplines, principalement le SX, auprès du public américain est important. Les écuries peuvent donc présenter des budgets importants et ces championnats sont souvent privilégiés par les différents constructeurs. De par leur notoriété et l'argent qu'ils drainent, les championnats américains regroupent les meilleurs pilotes américains. La plupart des pilotes des autres pays utilisent le championnat du monde de motocross (MXGP) comme tremplin pour rejoindre les États-Unis.
L'une des compétitions majeures est le Motocross des nations (MXDN). Celle-ci, disputée en fin de saison, regroupe les meilleurs pilotes de chaque nation. Les meilleurs pilotes américains sont également souvent présents, ce qui fait de cette compétition l'une des rares occasions dans l'année où les pilotes des deux compétitions majeures s'opposent. Chaque nation présente trois pilotes dans des cylindrées différentes (250 cm3, 450 cm3 et Open).

## Personnalités
Ce sport possède, comme tous les autres sports, ses propres champions : Stefan Everts (Belge), dix fois champion du monde, est la personnalité la plus emblématique de cette discipline.
Les Belges ont été les grands dominateurs du moto-cross en Europe. Parmi ceux-ci, on peut encore citer Joël Robert, six fois champion du monde, Joël Smets, cinq fois champion du monde, Georges Jobé, cinq fois champion du monde, Harry Everts, quatre fois champion du monde (et père de Stefan), Roger De Coster quatre fois champion du monde et André Malherbe trois fois .
Et de fait, les Belges ont réalisé trois fois le triplé, c'est-à-dire qu'ils ont remporté la même année le titre dans les trois catégories :
- en 1975 avec Gaston Rahier en 125 cm3, Harry Everts en 250 cm3 et Roger De Coster en 500 cm3 ;
- en 1980 avec Harry Everts en 125 cm3, Georges Jobé en 250 cm3 et André Malherbe en 500 cm3 ;
- en 2003 avec Steve Ramon en 125 cm3, Stephan Everts en 250 cm3 et Joël Smets en catégorie reine sur une 650 cm3.

Au total, les pilotes belges accumulent 52 titres individuels depuis René Baeten en 1958 jusque Sven Breugelmans en 2008. C'est le record.
La France est aujourd'hui un pays majeur dans cette discipline : Jacky Vimond est le premier pilote français de moto-cross à devenir champion du monde, puis suivent Jean-Michel Bayle, Sébastien Tortelli, champion du monde 125 cm3 puis 250 cm3, Mickaël Pichon, deux fois champion du monde en 250 et Jordi Tixier nouveau champion du monde 2014 en 250 cm3, Frédéric Bolley double champion du monde 250 cm3, Mickaël Maschio champion du monde 125 en 2002, Gautier Paulin, Steven Frossard et Sébastien Pourcel sont les meilleurs prétendants de la catégorie reine (MX1) en 2012. Son frère cadet, Christophe Pourcel, remporte le titre MX2 en 2006 avant de subir une grave blessure l'année suivante. Marvin Musquin remporte le titre MX2 en 2009 et 2010, Romain Febvre a remporté le titre de la catégorie reine (MXGP qui remplace le MX1) en 2015.
L'Italie présente également quelques champions du monde : Antonio Cairoli double champion du monde MX2 et septuple champion MX1 2009, 2010, 2011, 2012, 2013, 2014 et 2017. Il dépasse Joël Robert avec ses six titres mondiaux. Alessio Chiodi, triple champion du monde 125 cm3 ou David Philippaerts, champion MX1 2008.
Sur les circuits américains, l'Américain Ricky Carmichael, qui s'arrêta fin 2007 à cause d'un syndrome de fatigue chronique (SFC), est le meilleur pilote de l'histoire du moto-cross (six titres de champion US de supercross, onze titres de champion US de moto-cross). On peut également citer Jeff Stanton, Jeremy McGrath (dont la véritable spécialité était le supercross) ainsi que Ricky Johnson, James Stewart Jr., Ryan Dungey, Ryan Villopoto, Justin Barcia, Eli Tomac , etc.
Les autres pilotes non américains ayant remporté des titres MX US : le premier étant le français Jean Michel Bayle ayant remporté les 3 trois titres la même année MX250/500 et SX, ce qu'aucun autre pilote n'est parvenu à faire et refaire ,le Sud-Africain Greg Albertyn, son compatriote Grant Langston (2007) et l'Australien Chad Reed (2009) et bien d'autres.
En février 2017, Marvin Musquin remporte le supercross de Dallas quinze ans après le dernier Français.
Cette discipline exige une préparation physique importante. En effet, les muscles sont très sollicités lors de la pratique de ce sport.

## Équipement du pilote de moto-cross
Les équipements de protection sont obligatoires. Il existe aujourd'hui plusieurs équipements qui permettent cette sécurité :
- casque intégral homologué pour protéger la tête des chocs éventuels : il est essentiel pour ce type de pratique, parfois associé à la minerve (Leatt-Brace ou Neck brace system). Ce casque a une forme différente d'un casque de route, la mentonnière est plus proéminente et l'absence de visière impose le port de lunettes ou d'un masque adapté : cela permet de mieux respirer durant ce sport physique ;
- les bottes, très rigides, constituent une protection essentielle contre les jets de pierres ou les chutes. Elles permettent, en cas de chute, de maintenir la cheville, ce qui évite sa fracture ;
- les genouillères (parfois intégrées dans le pantalon) sont le plus souvent amovibles et faites en matériaux rigides et légers comme l'aluminium, le carbone ou le plastique. La rigidité et le rembourrage en mousse évitant de transmettre des appuis pointus tels que les cailloux, lors des projections ou d'une chute ;
- au niveau des reins, des ceintures en matière élastique et rigidifiées au niveau des lombaires pour bien maintenir le dos du pilote qui s'avèrent très utile en cas de mauvaise réception : elles évitent le déplacement des vertèbres ;
- le haut du corps est protégé par un pare-pierre (coque rigide protégeant les pectoraux et le dos). Souvent accompagné d'une ceinture protégeant la colonne vertébrale (éventuellement intégrée) ;
- gilet de protection : c'est un ensemble de matériaux rigides constituant une sorte d'armure protégeant le buste, le dos, les épaules et les coudes. Souvent, le pilote rajoute par-dessus un tee-shirt adapté au moto-cross, à la coupe ample et en matière aérée ;
- la minerve : comme une minerve médicale constituée de plastique ou un simple tour de cou en mousse. Elle se porte sur les épaules. Le plus souvent portée par les pilotes de freestyle. Son rôle est d'éviter les fractures des cervicales en cas de chute ;
- le pantalon est tout aussi essentiel puisqu'il permet d'absorber certains chocs sans dommage (il doit bien sûr être légèrement rembourré). Il peut aussi être de matière imperméable et de matière légère pour permettre des mouvements plus fluides ;
- dorsale obligatoire, pour une protection du dos ;
- les gants sont une protection idéale pour éviter de s'arracher la peau en tombant ou avoir des « bleus » à cause des cailloux. Ils permettent aussi de bien s'agripper aux poignées sans toutefois se blesser. Ils sont principalement constitués de tissus légers et la paume de la main est recouverte d'une matière agrippante qui permet une meilleure accroche au guidon ;
- masque de protection équipé de tir off ou de roll off qui permet d'évacuer la boue du champ visuel du pilote.

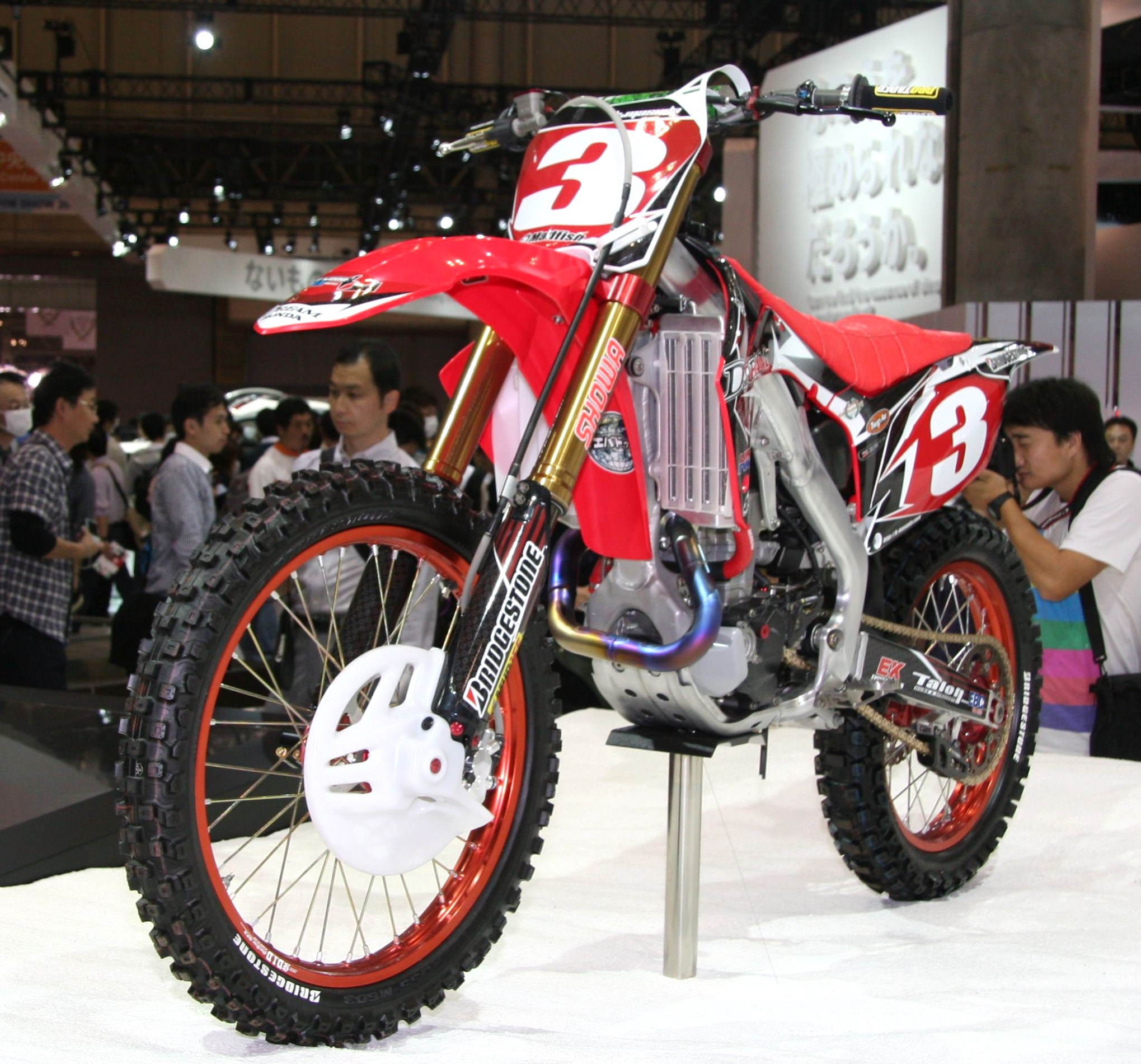
Honda CRF450R (2010).

## Moto
Plusieurs marques proposent ce type de moto (ex. : Honda, Husqvarna, Kawasaki, KTM, Suzuki, Yamaha, Tm racing). Ces motos répondent aux critères suivants :
- elles sont équipées de suspensions très performantes leur permettant de maîtriser des sauts de plusieurs mètres de haut et le terrain accidenté (trous, cailloux, bosses, ornières) ;
- elles sont montées en pneumatiques de cross, pneus avec de gros crampons qui viendront se planter dans la terre pour offrir aux pilotes une meilleure maîtrise de leur machine. Ceux-ci permettent une très bonne accroche dans des terrains meubles ;
- elles sont aussi débarrassées de tout équipement de type phare, clignotants, etc., pour être les plus légères possible. C'est pour cela qu'elles ne sont pas homologuées à la circulation sur les voies publiques ;
- selon les différentes marques, les plastiques sont plus ou moins ergonomiques, pour faciliter les déplacements du pilote sur la moto, ceci de manière à les rendre les plus rapides et les plus efficaces possible ;
- elles sont aussi les plus équilibrées possible ; ex. : les Yamaha YZF 250/450 ont maintenant leurs réservoirs sous la selle pour un meilleur centrage des masses, les Honda CRF 250/450 ont un double échappement pour un meilleur équilibre ;
- leurs moteurs sont très puissants (la puissance dépend des catégories), ils sont poussés à fond afin d'obtenir une excellente accélération avant des sauts. Cependant, ils sont un peu malmenés par les pilotes et demandent donc un certain coût ainsi qu'un entretien important. Concernant les 4-temps, des marques proposent des moteurs très poussés et performants de série comme l'italien TM Racing ; la bielle a une durée de vie « constructeur » de soixante heures pour la 450 fi[réf. nécessaire] (le moteur du modèle 2015 développe 60 ch). On peut dès lors parler de moteurs comparables à ceux des Formule 1, tant par leur conception que par leur entretien. Ces moteurs ne sont pas conçus pour durer et ont la faculté de s'autodétruire rapidement s'ils ne sont pas entretenus. Généralement, les constructeurs, toutes marques confondues, préconisent une vidange moteur toutes les cinq heures de fonctionnement.

Le coût d'utilisation de ce type de machine revient en moyenne à vingt euros de l'heure hors prix d'achat et main-d'œuvre, dans un cadre loisir.

## Classes
Les classes s'établissent comme suit :
| Classes        | 2-Temps        | 2-Temps        | 4-Temps        | 4-Temps        |
| -------------- | -------------- | -------------- | -------------- | -------------- |
|                | Minimum        | Maximum        | Minimum        | Maximum        |
| Classe 1       | de 65 à 85 cm3 | de 65 à 85 cm3 | de 65 à 85 cm3 | de 65 à 85 cm3 |
| Classe 2 - MX1 | 150 cm3        | 250 cm3        | 250 cm3        | 450 cm3        |
| Classe 3 - MX2 | 100 cm3        | 150 cm3        | 175 cm3        | 250 cm3        |
| Classe 4 - MX3 | 250 cm3        | 500 cm3        | 450 cm3        | 650 cm3        |
| Side-car       | 350 cm3        | 750 cm3        | 450 cm3        | 1 000 cm3      |
| Quad           | 85 cm3         | 750 cm3        | 250 cm3        |                |

## Compétitions
- Championnats du monde de motocross
- Championnats de France de motocross
- Motocross des nations
- Championnat AMA de motocross
- Championnat AMA de supercross
- Supercross de Paris
- Motocross der Azen
- Championnats de Suisse de motocross